# Giorgio Preca
San Giorgio (Ġorġ) Preca (La Valletta, 12 febbraio 1880 – La Valletta, 26 luglio 1962) è stato un presbitero maltese, fondatore della Società della dottrina cristiana; è venerato come santo dalla Chiesa cattolica, primo santo maltese nella storia del cattolicesimo.

## Biografia
Divenuto sacerdote, si dedicò sin dall'inizio alla formazione religiosa dei giovani laici, fondando la Società della dottrina cristiana, detta anche MUSEUM, acronimo di Magister, utinam sequatur evangelium universus mundus, diffusa oggi, oltre che in Europa, in Africa ed Australia.
Nel 1918 divenne terziario carmelitano e nel 1952 Cameriere Segreto di Sua Santità. 
Beatificato il 9 maggio 2001 da papa Giovanni Paolo II assieme a Ignazio Falzon e a suor Maria Adeodata Pisani, fu canonizzato da papa Benedetto XVI il 3 giugno 2007.